# 18-й Северокаролинский пехотный полк
18-й Северокаролинский пехотный полк (18th North Carolina Infantry) представлял собой один из пехотных полков армии Конфедерации во время Гражданской войны в США. Он сражался в основном в составе Северовирджинской армии. Известен тем, что его солдаты по ошибке застрелили генерала Томаса Джексона в ходе сражения при Чанселорсвилле.

## Формирование
Полк был первоначально набран на срок службы в 12 месяцев и был назван 8-м пехотным добровольческим полком (8th North Carolina Volunteers). Его роты были набраны в Уилмингтоне и округах Робсон, Нью-Хановер, Бладен, Коламбус и Ричмонд. Его первым командиром стал полковник Джеймс Диллард Рэдклифф.
Полк был вооружён в основном гладкоствольными мушкетами «Спрингфилд 1842», кроме двух рот, которые получили мушкеты образца 1822 года.
Полк был принят на службу 20 августа 1861 года в лагере Кэмп-Уиатт около Уильмингтона и приписан к Северокаролинскому департаменту. 14 ноября 1861 года он был переименован в «18-й северокаролинский» (18th North Carolina Troops) и передан Департаменту Южной Каролины, Джорджии и Флориды, и размещён в лагере Кэмп-Стивенс на полпути между Чарльстоном и Саванной.

## Боевой путь
Когда федеральный генерал Бернсайд начал наступление на Нью-Берн, полк отправили к Нью-Берну, но прибыл на место слишком поздно. В марте 1862 года полк был включён в бригаду генерала Лоуренса Брэнча. В апреле полк был реорганизован, его солдаты записались на трёхлетний срок службы, а полковник Рэдклифф был смещён. Впоследствии он командовал 61-м северокаролинским полком. Командиром полка стал полковник Роберт Харпер Кован — в прошлом подполковник 3-го северокаролинского полка.
27 мая 1862 года в ходе кампании на полуострове бригада Брэнча участвовала в сражении при Хановер-Кортхаус. 18-й северокаролинский участвовал во фланговой атаке корпуса Портера, которая в итоге окончилась неудачей. После этого сражения бригада Брэнча была включена в «Лёгкую дивизию Хилла».
В конце июня началась Семидневная битва, и полк был задействован в сражении при Механиксвилле, в сражении при Гэйнс-Милл и сражении при Глендейле. Во время сражения при Малверн-Хилл полк сначала держали в резерве, затем он получил приказ наступать, попал под обстрел противника, и в итоге так и не был введён в дело. Из 400 человек, числившихся в полку к началу кампании, было потеряно 14 человек убитыми и 82 ранеными.
Во время северовирджинской кампании полк участвовал в сражении у Кедровой горы, где потерял 14 человек, затем во втором сражении при Бул-Ране, где потерял 12 человек, и затем в сражении при Шантильи. Во время кампании выбыл из строя по болезни полковник Кован и его место занял подполковник Томас Парди.
12-15 сентября 1862 года полк участвовал в сражении при Харперс-Ферри, а 17 марта совершил марш к Шарпсбергу, где дивизия Хилла успела спасти правый фланг армии генерала Ли. В этом сражении погиб генерал Брэнч, и командование принял полковник Джеймс Лэйн. 18-й вирджинский не был введён в бой. Когда Северовирджинская армия отступала в Вирджинию, дивизия Хилла прикрывала отступление и 18-й северокаролинский участвовал в сражении при Шефердстауне.
1 ноября 1862 года полковник Лэйн стал бригадным генералом и командиром бригады, полковник Кован ушёл в отставку по состоянию здоровья, а 13 декабря полк участвовал в сражении при Фредериксберге, где попал под удар дивизии Джона Гиббона и одновременно дивизия Мида обошла его с фланга, прорвавшись в разрыв между позициями Лэйна и Грегга. В этом бою полк понёс серьёзные потери, полковник Парди был ранен, а полк потерял 13 человек убитыми и 77 ранеными.
Весной 1863 года во время сражения при Чанселорсвилле, генерал Джексон предпринял фланговую атаку федеральных позиций силами трёх дивизий. Когда исчерпали свои возможности дивизии Колстона и Родса, Томас послал в бой дивизию Хилла. В ходе боя был убит полковник Парди, а затем ранен подполковник Джордж Форни. Командование перешло к майору Джону Бэрри.
Бригада Лэйна встала поперек дороги Оранж-Плэнкроуд, при этом 18-й северокаролинский стоял на левой стороне дороги, а его правый фланг стоял как раз на дороге. Вечером генерал Джексон выехал вперед за линии полка для разведки и попал под обстрел. Он повернул обратно и вышел как раз к позициям 18-го северокаролинского. Северокаролинцы приняли его отряд за федеральную кавалерию и майор Бэрри приказал открыть огонь. Джексон получит три ранения.
Генерал Лэйн впоследствии вспоминал:
…майор, впоследствии полковник Джон Бэрри, командир 18-го северокаролинского пехотного, правый фланг которого стоял на дороге, сообщил мне, что он ничего не знал об уходе Джексона и Хилла за линию фронта, что он не мог в темноте отличить друзей от врагов, а также ввиду густого подлеска. Вскоре после того, как началась перестрелка, он услышал топот лошадей и крики кавалеристов и, зная, что он стоит на передовой и впереди только враги, он не только приказал открыть огонь, но и велел продолжать, полагая, что это враги, а крики «своих» всего лишь уловка. 
На следующий день, 3 мая, полк атаковал укреплённые позиции федеральной армии и попал под фланговый обстрел. Всего в ходе того сражения было потеряно 34 человека убитыми (в том числе полковник Парди), 99 ранеными и 21 пропавший без вести. Было утрачено знамя полка.

## Интересные факты
Много лет спустя после войны стало известно, что в 18-м северокаролинском служил рядовой Билл Томпсон, который на самом деле являлся женщиной по имени Люси Матильда Томпсон Гаусс. Она служила в полку вместе с мужем с лета 1862 года до декабря, когда её муж погиб в сражении при Фредериксберге. По некоторым данным, она была снайпером. После войны она жила во Флориде и скрывала свою историю до 1914 года.